# 32197 Judylynnpalmer
32197 Judylynnpalmer este o planetă minoră (asteroid), cu un diametru de 7,597 km, din centura de asteroizi. A fost descoperită pe 24 iulie 2000 la Observatorul Reedy Creek de John Broughton⁠(d). 
Obiectul prezintă o orbită caracterizată de o semiaxă mare de 3,1421953 UAi, o excentricitate de 0,13, o înclinație de 4,36982 ° în raport cu ecliptica.